# جاك همفري (كاتب)
جاك همفري هو كاتب سيناريو كندي، ولد في 20 مايو 1932 في St. Boniface (provincial electoral district) ‏ في كندا، وتوفي في 1987.

## وصلات خارجية
- جاك همفري على موقع IMDb (الإنجليزية)